# Гоздів (Люблінське воєводство)
Гоздів (або Гоздова, Ґоздув, пол. Gozdów) — село в Польщі, у гміні Вербковичі Грубешівського повіту Люблінського воєводства. Населення — 736 осіб (2011).

## Назва
На думку мовознавиці Галини Вишневської, назва села може походити від дохристиянського імені Гозда.

## Історія

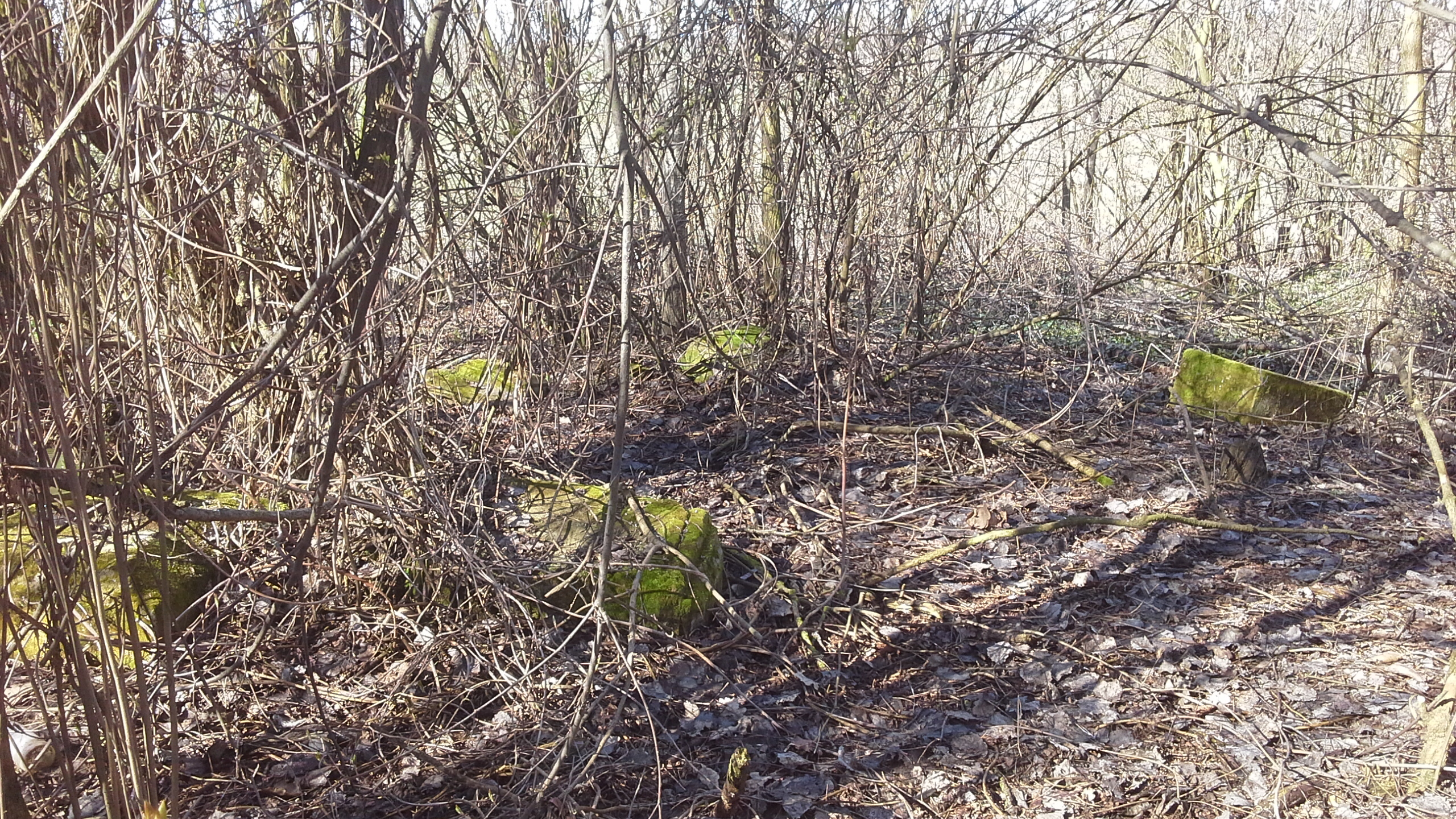
Православний цвинтар

1716 року вперше згадується церква в селі.
1944 року польські шовіністи вбили в селі 5 українців.
У 1975—1998 роках село належало до Замойського воєводства.

## Населення
Демографічна структура станом на 31 березня 2011 року:
|          | Загалом | Допрацездатний вік | Працездатний вік | Постпрацездатний вік |
| -------- | ------- | ------------------ | ---------------- | -------------------- |
| Чоловіки | 357     | 61                 | 253              | 43                   |
| Жінки    | 379     | 77                 | 205              | 97                   |
| Разом    | 736     | 138                | 458              | 140                  |

## Особистості

### Народилися
- Ольга Кекіш (нар. 1924) — американський біохімік, педагог і українська громадська діячка в США[6].